# Epapterus dispilurus
Epapterus dispilurus es una especie de pez de la familia Auchenipteridae en el orden de los Siluriformes.

## Morfología
• Los machos pueden llegar alcanzar los 13 cm de longitud total.
- Número de  vértebras: 48-50.[1]

## Hábitat
Es un pez de agua dulce y de clima subtropical (20 °C-22 °C).

## Alimentación
Come pecesitos.

## Distribución geográfica
Se encuentran en Sudamérica:  cuencas de los ríos  Amazonas y  Paraguay (Paraguay, norte de  Argentina y sur del Brasil ).